# Austfirðir
Austfirðir (dosł. Fiordy Wschodnie) – region fizycznogeograficzny we wschodniej Islandii obejmujący fiordy i zatoki położone między przylądkiem Glettingsnes na północy a przylądkiem Hvalnestangi na południu.

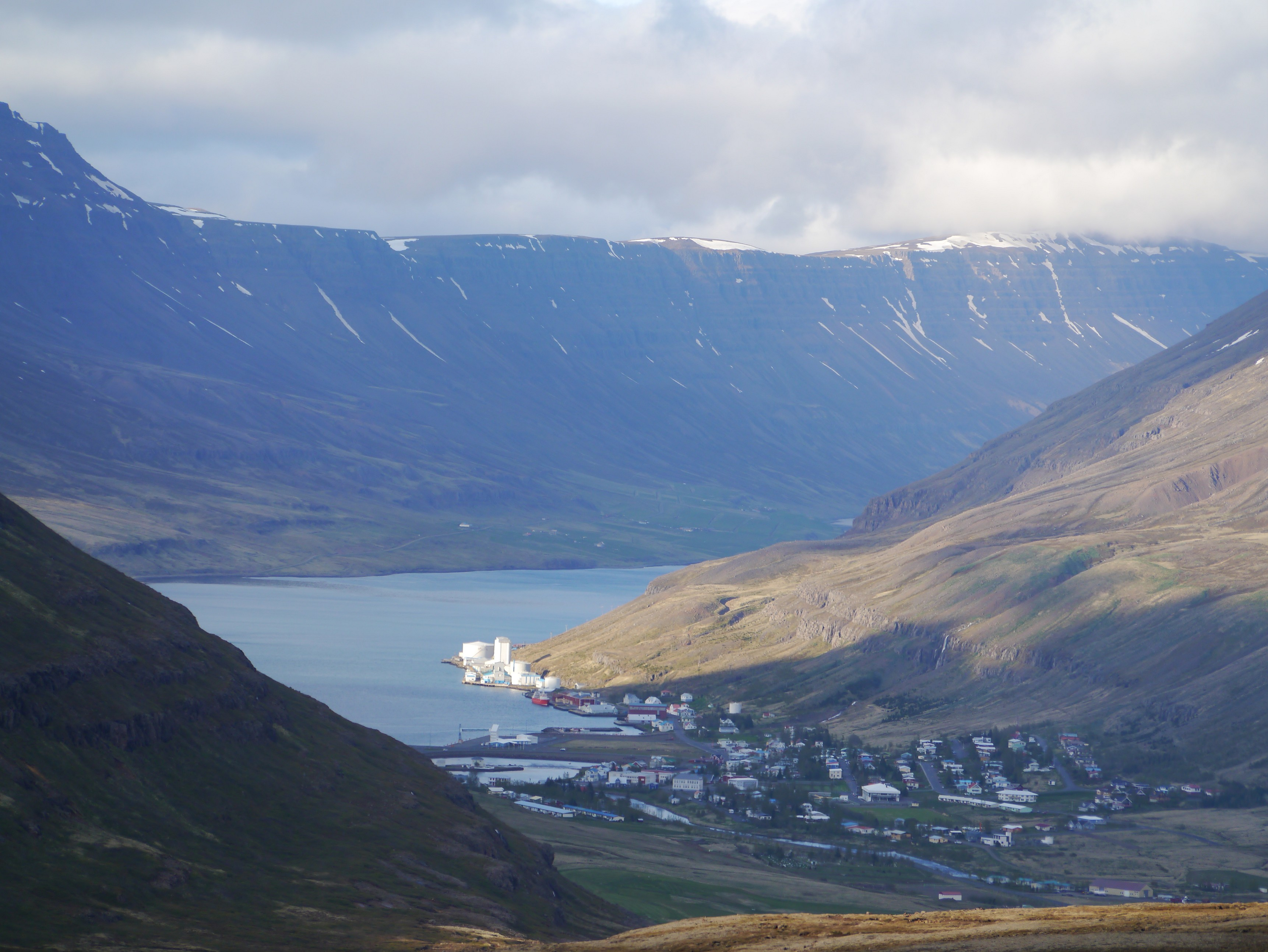
Widok na fiord Seyðisfjörður

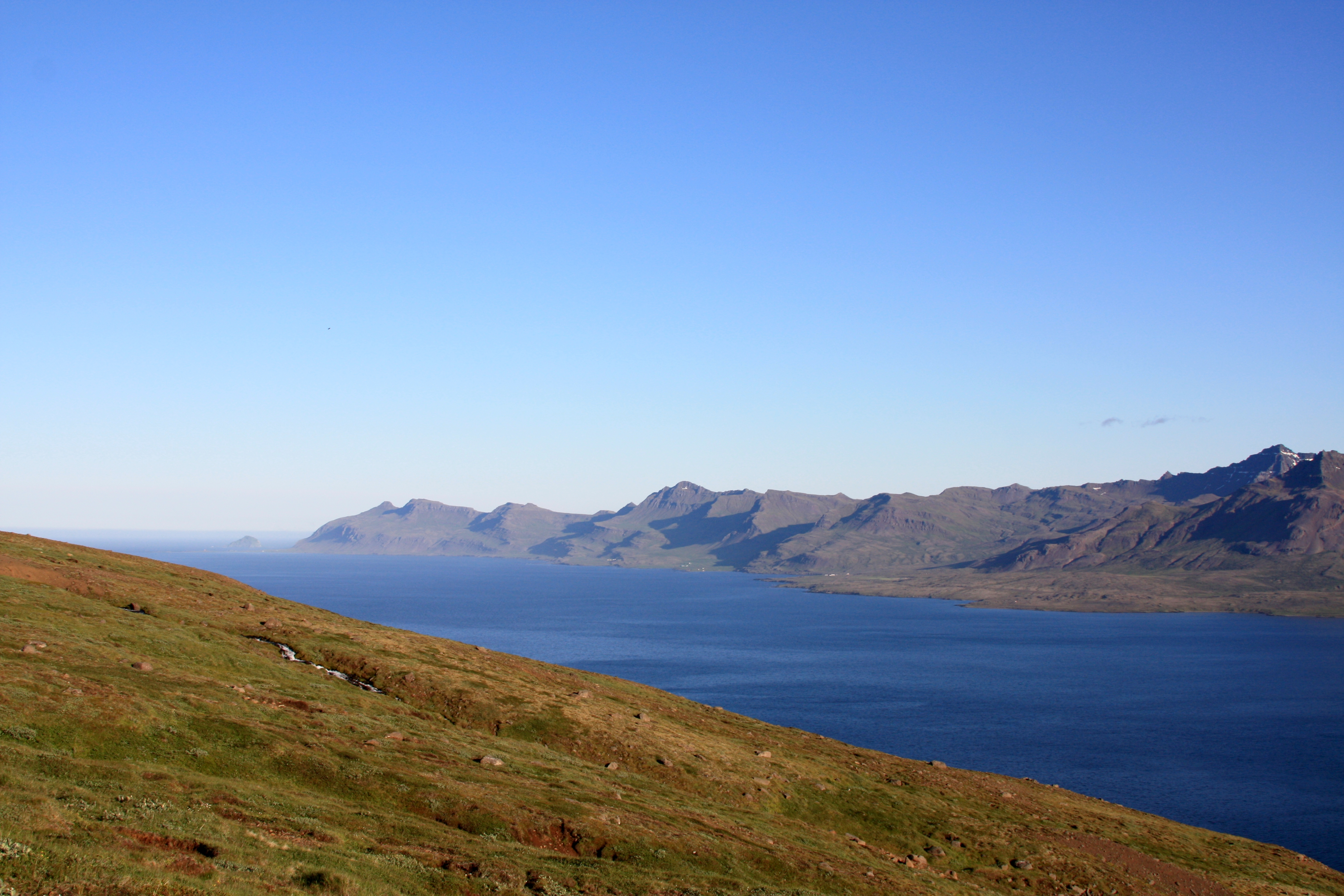
Widok na fiord Reyðarfjörður

Do ważniejszych fiordów i zatok w tym obszarze należą:
- Loðmundarfjörður
- Seyðisfjörður – nad nim położona jest miejscowość Seyðisfjörður
- Mjóifjörður
- Norðfjarðarflói
  - Norðfjörður – nad nim położona jest miejscowość Neskaupstaður
  - Hellisfjörður
  - Viðfjörður
- Reyðarfjörður – nad nim położona jest miejscowość Reyðarfjörður
  - Eskifjörður – nad nim położona jest miejscowość Eskifjörður
- Fáskrúðsfjörður  nad nim położona jest miejscowość Fáskrúðsfjörður
- Stöðvarfjörður – nad nim położona jest miejscowość Stöðvarfjörður
- Breiðdalsvík – nad nim położona jest miejscowość Breiðdalsvík
- Berufjörður – nad nim położona jest miejscowość Djúpivogur
- Hamarsfjörður
- Álftafjörður.